# بوفوا دي فارزيم
بوفوا دي فارزيم هي مدينة من مدن البرتغال تقع في الشمال وهي منطقة فرعية من بورتو الكبرى. يبلغ عدد سكانها 63408 نسمة وذلك حسب إحصائيات سنة 2011. يبلغ ارتفاع المدينة عن سطح البحر قرابة 190 متر. تبلغ مساحتها 82.1 كم². يمتد تاريخ هذه المدينة إلى أكثر من ستة آلاف سنة، كما تشير الأدوات الحجرية الأشولينية إلى أن هذه المدينة كانت مأهولة في السكان العصر الحجري، وتُعتبر منطقة ساحلية ومنتجعاً لشواطئ البحر،

## توأمة
لبوفوا دي فارزيم اتفاقيات توأمة مع كل من:
- ريو دي جانيرو
- إشبورن

## أعلام
- روي كوستا
- ديوغو دي فريتاس دو أمارال
- لويس نيتو
- جيرالدو الفيس
- برونو ألفيش